# Joaquín Llorens y Fernández de Córdoba
Joaquín Llorens y Fernández de Córdoba (Valencia, 20 de marzo de 1854 - Onteniente, 11 de noviembre de 1930), segundo marqués de Córdoba, fue un militar y político tradicionalista español, diputado a Cortes durante la Restauración alfonsina.

## Biografía
Era hijo del militar carlista José Joaquín Llorens Bayer. Ingresó en la Academia de Artillería en 1869, ascendiendo a alférez alumno al año siguiente; pero, al proclamarse la República, pidió licencia absoluta en el Ejército gubernamental y ofreció sus servicios a Carlos VII, en cuyo Ejército figuró desde agosto de 1873.
Combatió en la tercera guerra carlista con el grado de coronel y resultó herido varias veces. Acabada la misma, se exilió en Francia, pero regresó al cabo de un tiempo a Valencia, donde trabajó como profesor de matemáticas, colaborando con el periódico carlista La Lealtad y dirigiendo el periódico satírico El Centro.
En 1884 organizó con Reyero las fuerzas tradicionalistas de la región de Valencia, y fue elegido diputado a Cortes por Morella en las elecciones de 1893; por Olot, en las de 1896 y 1898; por Estella en las de  1901, 1903, 1905, 1907, 1910, 1914, 1916 y  1918.
En 1909 ingresó nuevamente en el Ejército y participó en la guerra del Rif, donde tomó datos para una Memoria y para los debates de las Cortes. En el Congreso de los Diputados, como miembro de la minoría jaimista, formó parte de varias comisiones, entre ellas de la de nulidad de determinados contratos de préstamo, de la que fue presidente.
En 1912 Don Jaime le encomendó la organización nacional de los Requetés y en abril del año siguiente presentó el proyecto al marqués de Cerralbo, procediendo a organizar esta milicia juvenil jaimista.
Como ingeniero, presentó un proyecto de saneamiento de la Albufera de Valencia desviando el caudal del Turia y la fabricación de un fusil de repetición. También fue aficionado a la pintura y en la Exposición valenciana de 1879 se le concedió por sus cuadros al óleo una medalla de cobre.
Fue asimismo varias veces alcalde de Onteniente. Estuvo casado con Concepción Colomer y Conca, con quien tuvo varios hijos.